# Madinat asz-Szajch Zajid
Madinat asz-Szajch Zajid – miasto w Egipcie, w muhafazie Giza. W 2006 roku liczyło 29 422 mieszkańców.